# 青木純一郎

青木 純一郎（あおき じゅんいちろう、1972年12月6日 - ）は、構成作家・番組プロデューサー・音楽プロデューサー・競馬予想家・タレント・映像クリエイターである。

## 人物
- 東京都荒川区生まれ。埼玉県立浦和西高等学校、早稲田大学第二文学部文芸専修卒。
- タレントデビューは1985年冬、劇場用アニメ映画『世紀末救世主伝説 北斗の拳』（1986年正月公開）にてエキストラ声優として出演したのが始まり。出演代表作は「テレバイダー」「さくまあきらのキャンピコ放送局」「競馬格付バトル!」「夜遊びメールバトル」など。
- ライターデビューは1992年、劇作家小池一夫経営の編集プロダクションスタジオ・シップから発行された「月刊100論」に契約ライターとして執筆したのが始まり。
- 競馬好きで、JRA・地方競馬問わず、よく参戦。インターネットテレビ「あっ!とおどろく放送局」で放送されたTV番組「競馬格付バトル!」のプロデューサーを務めていた。2007年2月より毎日コミュニケーションズが運営する「競馬GP（競馬グランプリ）」で競馬の予想情報を提供している。JRA（中央競馬）全場全レース予想ならびに南関東公営競馬（地方競馬）全レース予想を開催全日程提供。ともにタイトルは「青木の毎日絶好調！」である。南関東公営競馬の予想では3連単の的中数の多さから「3連単大量的中の青木純一郎」と呼ばれている。有名なのは2007年5月から6月に競馬馬券購入サイト「楽天競馬」で記録した1ヶ月間3連単的中269本という大記録。
- 2006年2月からあっ!とおどろく放送局第1第3月曜深夜「夜遊びメールバトル」にも出演。番組の主役である伝説のロックバンド【電気GUY】のdrums・アランとして活躍している。北斗の拳・ケンシロウのような格好でドラムを叩いている。代表作は、あっ!とおどろく放送局公式トリノオリンピック応援ソング「Lillehammer（リレハンメル）」。
- インディーズレコードレーベルの音楽プロデューサーとしても活躍。「ほそじまあやか」などをプロデュース。
- フジテレビの関連会社が運営する「ワッチミー!TV」では、史上初の10000view達成作品のクリエイターとして知られる。代表作は2008年1月より毎週発表しているミニ番組「ぶひたん競馬」など。
- 売れなかった時代に進学塾専任講師として主に小学生・中学生を指導し、1998年2月に行われた埼玉県立高校入試では埼玉県内No.1国語講師に輝く。（模擬試験開催や学習塾用教材販売を手がける育伸社の調査結果による）。←（育伸社主催の模擬試験を利用した各塾・予備校から生徒の受験成績・データ等を集積し、その分析結果をデータを提出した各塾・予備校へ送付するといった形の内部資料だと思われる。受験生の許可を取らずに各塾・予備校の判断で主催社に提出されるのが通例のため、極秘扱いにする場合ほとんど。現在は個人情報保護法などもあり、取扱に非常に注意が必要な資料。模擬試験を主催している会社は大抵ほぼ同様の調査を行なっている（北辰図書など）。調査の目的は、主催社側は翌年度の模擬試験合格判定の精度保持の為、塾・予備校側は進路指導の精度保持の為、と考えられる）
- 投稿採用本数が1700本強という元ハガキ職人。
- リクルート『フロム・エー』  東京ピンポイント「南池袋公園ウルトラクイズ」優勝。リクルートフロム・エー 東京ピンポイント「戸越公園ウルトラクイズ」優勝
- 将棋アマチュア2段。

## 作品リスト
- ゴーストライターとしての著作が十数冊。ゴーストなので書名や著者名は明かせないといつも頑なに口を閉ざす。

| スタブアイコン | サブスタブ | この項目は、まだ閲覧者の調べものの参照としては役立たない、人物に関連した書きかけの項目です。この項目を加筆・訂正などしてくださる協力者を求めています（P:人物伝/PJ:人物伝）。 |